# Eisborn
Eisborn è una frazione del comune di Balve, nel land della Renania Settentrionale-Vestfalia, in Germania.
Già comune autonomo, fu incorporato a Balve il 1º gennaio 1975.